# Ichiji Otani
Ichiji Otani (大谷 一二, Otani Ichiji, né le 31 août 1912 à Préfecture de Hyogo au Japon) est un footballeur japonais.